# 二甲基钙
二甲基钙是一种有机钙化合物，化学式 Ca(CH3)2。

## 制备
二甲基钙可以由甲基锂和二(三甲基硅基)氨基钙在乙醚里反应而成。
{\displaystyle \mathrm {Ca[N\{Si(CH_{3})_{3}\}_{2}]_{2}+2\ LiCH_{3}\longrightarrow Ca(CH_{3})_{2}+2\ Li[N\{Si(CH_{3})_{3}\}_{2}]} }
早期报告声称二甲基钙可以由碘甲烷 (CH3I) 和金属钙在无水吡啶中直接反应而成，但后来的实验未能重现该结果。

## 性质
二甲基钙是一种无定形、极易自燃的白色固体，会自发分解，接触到空气和水可能会爆炸。二甲基钙不溶于碳氢化合物和乙醚，但在强供体溶剂如四氢呋喃或四氢吡喃中可以获得一定的溶解度。不过，由于C-Ca键非常极性且有与醚分裂相关的高反应性，所以这些溶液只能在低温下存在一段时间。